# Symacho
Symacho (v. 5 AEC) est princesse de Characène et la reine de l'Adiabène durant le règne de son mari Izatès II (v. 30 - 56).

## Origine

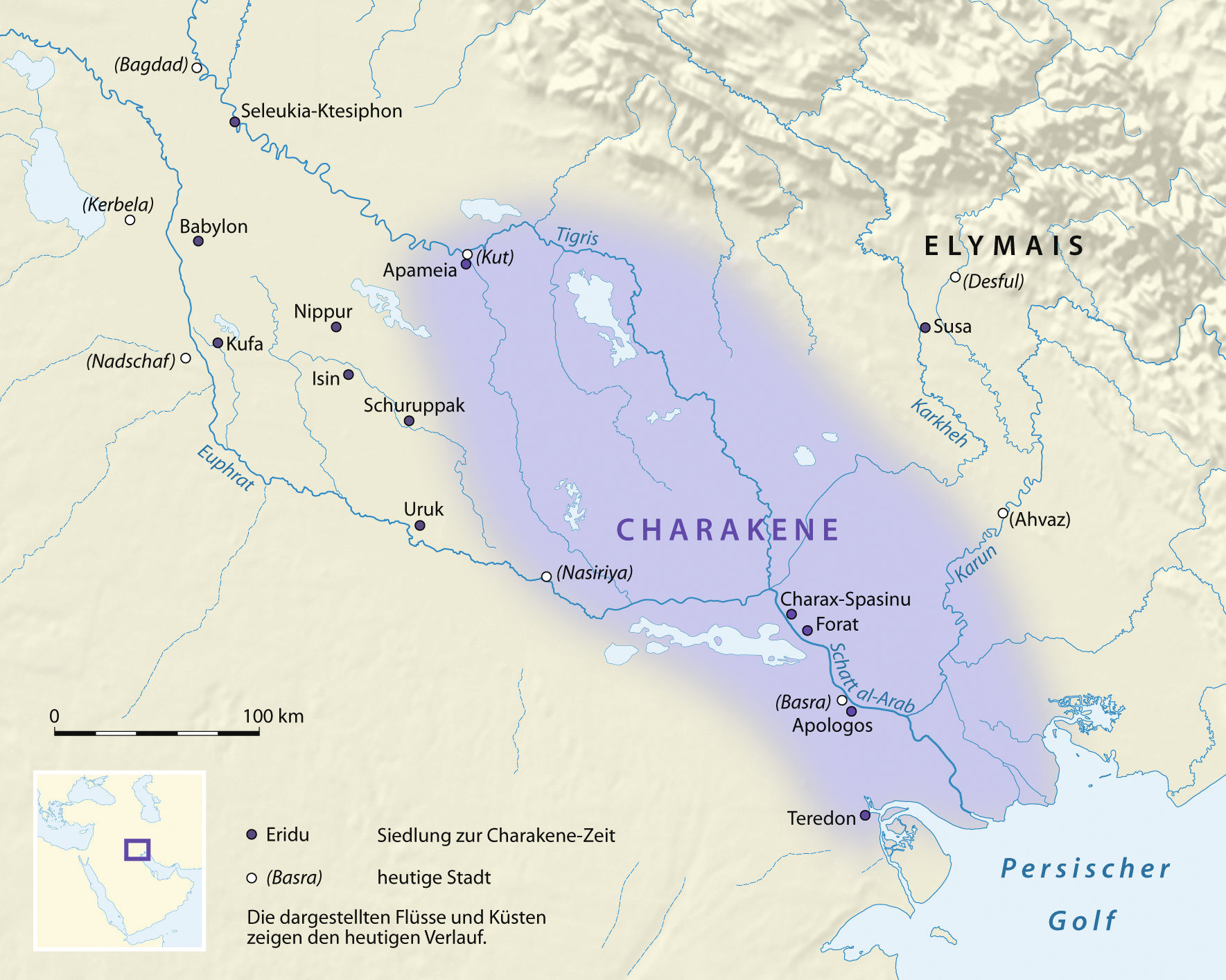
La Characène vers 51 av. J.-C..

Symacho est issue de la maison des rois de Characène (Charax-Spasinu) (également appelée Mésène), un petit État vassal de l'empire parthe. La ville de Charax-Spasinu était un important nœud  commercial sur la route de la soie depuis la Mésopotamie à destination de l'Inde. Strabon indique aussi que depuis Pétra, en Nabathée, les caravanes joignaient directement la Characène. Charax-Spasinu était donc aussi un lieu de diffusion des épices provenant de l'Arabie heureuse et du royaume de Saba.
Symacho était une fille du roi Abennerigos (ou Abinerglo), dans la cité fortifiée de Spasinès (ou Charax Spasinu) (Σπασίνου Χάραξ),, capitale du royaume de Characène aussi connu comme Mésène, qui fait partie du système fluvial du Chatt-el-Arab dans ce qui est maintenant l'Irak.
Le royaume a existé pendant environ 350 ans, jusqu'à 222 AEC, moment où il a été conquis par les Sassanides.

## Éléments de biographie

### En Characène
Le roi d'Adiabène Monobaze Ier avait envoyé Izatès II, le fils qu'il avait désigné pour lui succéder, « chez Abennerigos, roi du Camp de Spasinès à qui il confia sa sécurité », après lui avoir fait de nombreux présents.

« Abennerigos reçut le jeune homme avec empressement, manifesta une grande affection, lui donna pour femme sa fille nommée Symacho et le gratifia d'un pays qui lui rapporterait de gros revenus,. »

Symacho avait fait la connaissance d'un riche marchand juif nommé Ananias, par ailleurs rabbi qui pratiquait un prosélytisme militant et efficace pour sa religion à destination des classes supérieures des pays de la région.
« Ananias, qui avait accès au gynécée royal, apprit aux femmes à adorer Dieu selon la coutume nationale des Juifs. Grâce à elles il se fit connaître d'Izatès et le persuada aussi,,. »
Ananias familiarisa Izatès avec les principes de la religion juive, ce qui l'intéressa vivement. Izatès se maria avec Symacho qui elle aussi avait été convertie au judaïsme par le prosélytisme d'Ananias,.

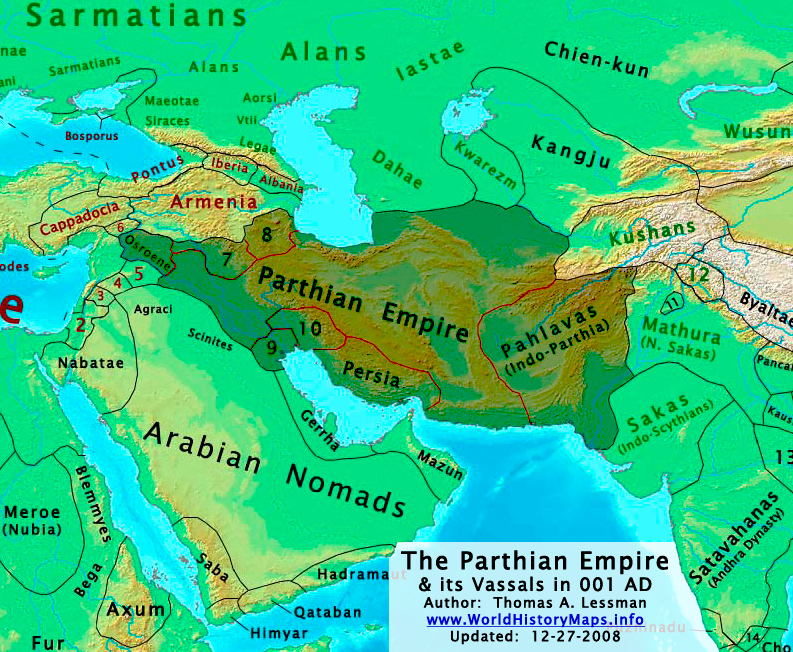
Carte de la région, avant le partage du royaume d'Hérode (4 av. J.-C.).
- 7) Adiabène ;
- 8) Atropatène ;
- 9) Characène, Mésène ;
- 10) Élymaïde ;
- 2) Royaume d'Hérode ;
- 3) Royaume d'Iturée » ;
- 4) Royaume de Chalcis ;
- 6) Commagène
Au I, l'Iturée, Chalcis, la Characène, l'Osrohène, l'Adiabène sont tous des royaumes arabes d'origine nabatéenne où le judaïsme exerce une forte influence ou dont les souverains se sont convertis au judaïsme.

### À Carrhes
Symacho a suivi son mari lorsque le père d'Izatès lui a donné le pays de Carrhes (au sud d'Edesse, à la frontière turco-syrienne), probablement après la mort du roi Abennerigos, vers 21.
« Monobaze était déjà vieux et comprenait qu'il n'avait plus guère de temps à vivre ; aussi voulut-il voir son fils avant de mourir. Il le fit donc venir, l'embrassa avec beaucoup d'affection et lui donna le pays dit de Carrhes [...] Izatès vécut donc dans cette région jusqu'à la mort de son père. »
Ce don de la région de Carrhes par son père était semble-t-il la façon pour Monobaze Ier d'officialiser la désignation d'Izatès comme son successeur. Izatès était en quelque sorte son Dauphin. Ce don par Monobaze Ier, montre aussi que ce territoire qui appartenait à l'Osroène à l'époque de la bataille de Carrhes (-53) était passé sous le contrôle du royaume d'Adiabène, ainsi que plusieurs autres territoires. Cela souligne les liens étroits entre les Abgar d'Édesse et les Monobaze, qui sont aussi des Abgar.
Quant à Ananias qui avait converti Izatès et Symacho au Judaïsme, le futur roi l'emmena avec lui, montrant qu'il lui réservait une haute destinée.
Lorsque Izatès « fut rappelé par son père en Adiabène, Ananias l'accompagna, obéissant à ses pressantes sollicitations. »

### En Adiabène
À la mort de Monobaze Ier, Hélène d'Adiabène, la mère d'Izatès II, eut à gérer une transition difficile au cours de laquelle elle parvint à ce que son fils Izatès soit reconnu comme successeur légitime, tout en sauvant la vie de ses autres fils. La transmission dynastique se faisait par désignation de son successeur par le roi encore vivant. Monobaze Ier avait désigné Izatès pour lui succéder, bien que son fils aîné soit Monobaze qui d'ailleurs succédera à Izatès sous le nom de Monobaze II. Pour justifier son choix Monobaze Ier invoquait une voix divine qui lui aurait parlé alors qu'Hélène était enceinte d'Izatès.
À ce moment, Izatès et Symacho vivaient toujours dans le pays de Carrhes. Les grands du royaume d'Adiabène acceptèrent qu'Izatés succède à son père, mais demandèrent que ses autres frères soient exécutés. C'était en effet une pratique courante dans la région pour éviter les guerres pouvant résulter de conflits dynastiques entre frères. Hélène parvint à sauver la vie de ses autres fils en temporisant, mais fut contrainte toutefois de mettre ses fils en prison comme ceux des autres épouses de Monobaze Ier. Elle obtint toutefois que la mise à mort ne puisse être décidée que par Izatès, lorsque celui-ci serait rentré. Elle obtint aussi de pouvoir « établir provisoirement comme régent du royaume » Monobaze, son fils aîné,. Izatès « revint, rapidement lorsqu'il eut appris la mort de son père et succéda à son frère Monobaze, qui lui céda le pouvoir,. »
« Quand Izatès eut pris la royauté et qu'arrivant en Adiabène il vit ses frères et ses autres parents enchaînés, il fut mécontent de ce qui était arrivé. Regardant comme impie de les tuer ou de les garder enchaînés, mais jugeant dangereux de les laisser libres auprès de lui alors qu'ils se souviendraient des offenses reçues, il envoya les uns comme otages à Rome près de l'empereur Claude (l'empereur Claude) avec leurs enfants et il expédia les autres sous un prétexte analogue chez Artabane (Artaban III) le Parthe,. »

## Mariage et descendance
Mariée avec Izatès II, roi d'Adiabène (v. 30 - v. 55)
Enfants: d'après Christian Settipani Ils ont eu cinq enfants, y compris:
- Ne, princesse d'Adiabène (v. 30 - ?)
- Ma'nu VI, Roi d'Osroène (57-71)

Petits enfants
- Awde, princesse d'Osroène (45/50) ∞ Mithridate, roi d'Arménie (72-76)[12]
  - Sanatruk Ier roi arsacide d'Arménie de 75 jusque vers 110[13],[14]. Il a aussi été roi d'Osroène de 91 à 109.
    - Descendants: les rois d'Arménie; les maisons Suren-Pahlav, Mamikonian, etc.
- Abgar VI, Roi d'Osroène (71-91)[15]
- Izatès, Prince d'Osroène 
  - Descendants: les rois suivants d'Osroène ou d'Édesse